# Marcha nupcial (telenovela)
Marcha nupcial es una telenovela mexicana transmitida por la cadena Televisa en 1977. Fue producida por Valentin Pimstein. protagonizada por Alma Muriel y Carlos Piñar, con las actuaciones antagónicas de Blanca Sánchez, Enrique Rocha, Ofelia Guilmáin y Gustavo Rojo.

## Sinopsis
Don Esteban Laresgoitia, juez de la Suprema Corte, expulsa de su familia a su hija Margarita, desheredándola por haberse casado contra su voluntad. De ese matrimonio nace María Lola, una chica hermosa pero lisiada que ayuda a su madre lavando ropa ajena para mantenerse. María Lola está enamorada de Fernando, un holgazán que, a su vez, le es infiel con Imelda, una joven igual que él. 
Margarita cae mortalmente enferma, por lo que hace prometer a su hija que cuando ella muera reclamará la herencia que le corresponde ante los Laresgoitia. Un día, María Lola es atropellada por un automóvil conducido por Sergio Laresgoitia; tras las disculpas por parte de él, ambos se hacen amigos. 
Margarita fallece y Sergio paga todos los gastos del funeral sin saber que la occisa era su tía. Al cabo de varios días, María Lola reclama la herencia de su madre y Sergio, al enterarse, obliga a sus padres, Esteban y Luisa, que entreguen la parte correspondiente, pero sin decir que Margarita murió. Cuando Imelda y Fernando se enteran de que la joven es ahora rica, urden un plan para conseguir su dinero: Fernando se casará con ella, luego se divorciará y exigirá su parte del dinero y finalmente contraerá matrimonio con la propia Imelda. 
María Lola se cambia a una casa que le consigue Sergio, pero Fernando la descubre y le pide dinero en aras de su fingido amor. Entretanto, Sergio sale con Patty, una joven que conoció en una discoteca y que estudia Medicina para conquistarlo. 
Al mismo tiempo, don Esteban Laresgoitia contrata a María Lola para que lo ayude a escribir sus memorias, pero Luisa y Esteban descubren que es la hija de Margarita y lo declaran mentalmente incapacitado para que no cambie su testamento en favor de la joven. A la muerte del anciano, se descubre que toda la fortuna va a parar a manos de María Lola, por lo que Luisa y Esteban tienen que abandonar la casa. 
Posteriormente, María Lola se casa con Fernando, pero éste la abandona la misma noche de bodas para irse con Imelda. Sergio, que está enamorado de María Lola, le aconseja que se divorcie y se opere de la pierna. 
La operación es un éxito y Fernando, al verla sana, no solo se niega a divorciarse de ella, sino que le exige vida marital. Sergio la defiende y al forcejear con él Fernando resulta herido y se finge lisiado para explotar a María Lola. 
Entretanto, Patty se enferma de leucemia y Sergio se casa con ella para hacer felices sus últimos días, acordando con María Lola que cuando Patty fallezca ellos se casarán. 
Entretanto, María Lola se va como enfermera a un hospital para dementes, donde está recluida Luisa. Sergio llega a trabajar al hospital donde está María Lola y se da cuenta de que otro médico está enamorado, a su vez, de la joven; las cosas se complican cuando la hija del dueño, Lucila, pretende el amor de Sergio. Fernando quiere obligar a María Lola para que vuelva con él, pero muere en un accidente aéreo. Imelda culpa a María Lola y a Sergio de esto y para atormentarlos lleva a Patty al hospital. Lucila al hacerse amiga de Patty le ruega que arranque a Sergio la promesa de que al morir se case con ella. Patty muere. Cuando Lucila y Sergio están a punto de casarse, Rubén, prende fuego a la recámara donde Lucila se viste, pero Luisa recobra la lucidez y pide auxilio, logrando que Sergio la salve. Lucila acepta que el amor obligó a Rubén a provocar el incendio y se casa con él. Así Sergio queda libre y se casa con María Lola.

## Elenco
- Alma Muriel - María Lola
- Carlos Piñar - Sergio Laresgoitía
- Blanca Sánchez - Imelda
- Augusto Benedico - Esteban Laresgoitía
- Rosario Granados - Margarita
- Elsa Cárdenas - Dora
- Enrique Rocha - Fernando
- Ofelia Guilmáin - Luisa
- Roxana Saucedo - Patty
- Gustavo Rojo - Esteban Laresgoitía (hijo)
- Aldo Monti - Julio
- Lucía Guilmáin - Lucila
- Héctor Cruz - Rubén
- Graciela Bernardos - Sor Caridad
- José Elías Moreno - Lacho
- Arturo Lorca - Calixto

## Otras versiones
- En 1969 se produce la primera versión en Venezuela titulada Abandonada protagonizada por Marina Baura y Raúl Amundaray.
- En 1996 Televisa de la mano de Juan Osorio realizó la segunda versión de esta historia con el nombre de "Marisol", protagonizada por Erika Buenfil y Eduardo Santamarina.
- La cadena brasileña SBT estreno en 2002 un remake titulado "Marisol" protagonizado por Bárbara Paz y Carlos Casagrande, basados principalmente en los guiones de la versión de 1996.